# Hoofdplaatpolder
De Hoofdplaatpolder is de polder in de Nederlandse regio West-Zeeuws-Vlaanderen waarop zich het dorp Hoofdplaat bevindt. De polder kwam in 1778 gereed. De polder heeft een oppervlakte van ongeveer 1000 ha.

## Geschiedenis
Omstreeks 1600 was Zeeuws-Vlaanderen nog grotendeels geïnundeerd. Drie kilometer ten noorden van Biervliet lag de Kromme Watergang, een zeegeul. Ten noorden daarvan lag een zandplaat die kort na 1600 zo hoog was gelegen dat er schorreplanten als zeekraal en lamsoor groeiden, die voor consumptie geoogst werden. Vervolgens werd de schor beweid door schapen, waartoe een zestal stellen waren opgeworpen. De plaat werd, wegens zijn hoge ligging, de Hooge Plaate genoemd.
Toen in 1616 de Borsselepolder aan de overzijde van de Westerschelde werd herdijkt, vernauwde de stroomgeul van deze zeearm. Gevolg was dat de plaat in zuidelijke richting verschoof, waardoor de Kromme Watergang verlandde. Aldus kwam de Hooge Plaate, waarop reeds enige bewoning van herders aanwezig was, in aanmerking voor inpoldering. Dit leidde tot enig gekrakeel tussen de Staten van Zeeland en het Rijk. Zeeuws-Vlaanderen was namelijk nog een Generaliteitsland, maar Zeeland claimde de polder daar die in de Westerschelde was gewonnen. Uiteindelijk werd de grens gelegd bij de Hoge Weg. Alles ten westen ervan kwam bij de Generaliteit (het Vrije van Sluis); het gebied ten oosten daarvan kwam bij Zeeland. In het Zeeuwse deel werd Hoofdplaat gesticht, in het Generaliteitsdeel werd Slijkplaat gesticht.
Door de versmalling van de geul van de Westerschelde deden zich al spoedig dijkvallen voor, waardoor inlaagdijken moesten worden aangelegd. Uiteindelijk ging 290 ha verloren en kwam 88 ha tussen de inlaagdijken te liggen. Een deel van deze 88 ha is nu natuurgebied, zie Inlaag Hoofdplaat.
In de polder liggen de kom van Hoofdplaat en de buurtschappen Slijkplaat, Hoogeweg en Nummer Eén. Aan de rand van de polder liggen de buurtschappen Roodenhoek en Sasput.